# Mistrzostwa Świata Juniorów w Narciarstwie Alpejskim 1997
16. Mistrzostwa świata juniorów w narciarstwie alpejskim odbyły się w dniach 26 lutego - 1 marca 1997 r. w austriackim Schladming w kraju związkowym Styria. Rozegrano po 5 konkurencji dla kobiet i mężczyzn. W klasyfikacji medalowej triumfowała reprezentacja Włoch, która zdobyła 4 złote, 1 srebrny i 1 złoty medal. Najwięcej medali, osiem, zdobyła reprezentacja Austrii, w tym: 2 złote i 6 srebrnych.

## Wyniki
| Pozycja | Zawodnik            | Narodowość | Czas    |
| ------- | ------------------- | ---------- | ------- |
|         | Matteo Berbenni     | Włochy     | 1:32,21 |
|         | Silvano Beltrametti | Szwajcaria | 1:32,42 |
|         | Andreas Damstuen    | Norwegia   | 1:32,68 |
| 4.      | Andreas Buder       | Austria    | 1:33,04 |
| 5.      | Marco Perger        | Austria    | 1:33,21 |
| 6.      | Harald Pachner      | Austria    | 1:33,36 |

| Pozycja | Zawodniczka         | Narodowość | Czas    |
| ------- | ------------------- | ---------- | ------- |
|         | Monika Bergmann     | Niemcy     | 1:37,45 |
|         | Karin Blaser        | Austria    | 1:38,02 |
|         | Nadia Styger        | Szwajcaria | 1:38,29 |
| 4.      | Kerstin Reisenhofer | Austria    | 1:38,30 |
| 5.      | Karin Truppe        | Austria    | 1:39,02 |
| 6.      | Antonella Marquis   | Włochy     | 1:39,05 |

| Pozycja | Zawodnik            | Narodowość | Czas    |
| ------- | ------------------- | ---------- | ------- |
|         | Martin Stocker      | Austria    | 1:14,96 |
|         | Harald Pachner      | Austria    | 1:15,05 |
|         | Markus Larsson      | Szwecja    | 1:15,08 |
| 4.      | Sondre Elvestad     | Norwegia   | 1:15,20 |
| 5.      | Silvano Beltrametti | Szwajcaria | 1:15,26 |
| 6.      | Benoît Jacqmin      | Francja    | 1:15,27 |

| Pozycja | Zawodniczka      | Narodowość | Czas    |
| ------- | ---------------- | ---------- | ------- |
|         | Karen Putzer     | Włochy     | 1:19,96 |
|         | Karin Blaser     | Austria    | 1:20,69 |
|         | Tanja Poutiainen | Finlandia  | 1:21,52 |
| 4.      | Jonna Mendes     | USA        | 1:21,70 |
| 5.      | Tatum Skoglund   | USA        | 1:21,98 |
| 6.      | Britt Janyk      | Kanada     | 1:22,05 |

| Pozycja | Zawodnik       | Narodowość | Czas    |
| ------- | -------------- | ---------- | ------- |
|         | Benjamin Raich | Austria    | 2:00,57 |
|         | Patrick Thaler | Włochy     | 2:00,98 |
|         | Markus Larsson | Szwecja    | 2:01,95 |
| 4.      | Florian Eckert | Niemcy     | 2:02,48 |
| 5.      | Mitja Valenčič | Słowenia   | 2:02,53 |
| 6.      | Gustav Lindner | Szwecja    | 2:03,43 |

| Pozycja | Zawodniczka       | Narodowość | Czas    |
| ------- | ----------------- | ---------- | ------- |
|         | Karen Putzer      | Włochy     | 1:56,62 |
|         | Ingrid Jacquemod  | Francja    | 1:58,92 |
|         | Antonella Marquis | Włochy     | 1:59,50 |
| 4.      | Allison Forsyth   | Kanada     | 1:59,67 |
| 5.      | Tanja Poutiainen  | Finlandia  | 1:59,97 |
| 6.      | Martina Lechner   | Austria    | 2:00,01 |

| Pozycja | Zawodnik         | Narodowość | Czas    |
| ------- | ---------------- | ---------- | ------- |
|         | Mitja Dragšič    | Słowenia   | 1:34,80 |
|         | Martin Stocker   | Austria    | 1:35,16 |
|         | Florian Eckert   | Niemcy     | 1:35,17 |
| 4.      | Markus Larsson   | Szwecja    | 1:35,25 |
| 5.      | Yannick Favières | Francja    | 1:37,43 |
| 6.      | Pierre Egger     | Austria    | 1:38,60 |

| Pozycja | Zawodniczka      | Narodowość | Czas    |
| ------- | ---------------- | ---------- | ------- |
|         | Tanja Poutiainen | Finlandia  | 1:38,88 |
|         | Sarah Schleper   | USA        | 1:39,70 |
|         | Pia Käyhkö       | Finlandia  | 1:39,92 |
| 4.      | Stefanie Wolf    | Niemcy     | 1:40,40 |
| 5.      | Bente Giljarhus  | Norwegia   | 1:40,47 |
| 5.      | Céline Martin    | Francja    | 1:41,46 |

| Pozycja | Zawodnik       | Narodowość | Punkty |
| ------- | -------------- | ---------- | ------ |
|         | Markus Larsson | Szwecja    | 48,87  |
|         | Pierre Egger   | Austria    | 78,33  |
|         | Ivica Kostelić | Chorwacja  | 97,98  |

| Pozycja | Zawodniczka     | Narodowość | Punkty |
| ------- | --------------- | ---------- | ------ |
|         | Karen Putzer    | Włochy     | 62,32  |
|         | Martina Lechner | Austria    | 77,28  |
|         | Dalia Lorbek    | Słowenia   | 98,47  |

## Klasyfikacja medalowa
| Miejsce | Państwo           |   |   |   | złoto · srebro · brąz |
| ------- | ----------------- | - | - | - | --------------------- |
| 1.      | Włochy            | 4 | 1 | 1 | 6                     |
| 2.      | Austria           | 2 | 6 | 0 | 8                     |
| 3.      | Finlandia         | 1 | 0 | 2 | 3                     |
|         | Szwecja           | 1 | 0 | 2 | 3                     |
| 5.      | Niemcy            | 1 | 0 | 1 | 2                     |
|         | Słowenia          | 1 | 0 | 1 | 2                     |
| 7.      | Szwajcaria        | 0 | 1 | 1 | 2                     |
| 8.      | Francja           | 0 | 1 | 0 | 1                     |
|         | Stany Zjednoczone | 0 | 1 | 0 | 1                     |
| 10.     | Chorwacja         | 0 | 0 | 1 | 1                     |
|         | Norwegia          | 0 | 0 | 1 | 1                     |